# Танкокљуни спрудник
Танкокљуни спрудник (лат. Tringa stagnatilis) птица је селица из реда шљукарица. Име рода Tringa потиче од старогрчке речи trungas, која означава птицу која гази по блату и мрда репом горе-доле. Реч stagnatilis потиче од латинске речи stagnum што значи мочвара.

## Опис
Дужина тела од врха репа до врха кљуна је 22-25cm, а распон крила је 55-59cm. Маса птице је од 43 до 120 грама. По величини је између спрудника мигавца и црвеноногог спрудника, само што је виткији и има веома танак кљун. Има јако дуге ноге, које га чине елегантним, што није карактеристика осталих птица из рода Tringa. Понекад може подсећати на властелицу. Посматран у лету, танкокљуни спрудник има тамна крила, бели усек на леђима и ноге дуже од репа. Боја ногу је жућкаста до зеленкастосива.

## Распрострањење и станиште
Гнезда гради на подручју источне Европе, централне Азије и јужног Сибира. Сели се преко целе Азије и Блиског истока и истока Европе. Већина популације зимује у Африци јужно од Сахаре, Индији, Индонезији и Аустралији. Ван ареала распрострањења је забележена у Немачкој, Ирској, Великој Британији, Португалу, Сједињеним Америчким Државама, земљама Бенелукса.
Током гнездеће сезоне је присутан на влажним стаништима широм степа, укључујући плитке, слатководне и брактичне мочваре, травом обрасле обале језера, речне долине и плавне ливаде. Ван сезоне размножавања је присутан у близини мочвара, слатина и забарених рубова језера, а одговарају му и влажна станишта настала антропогеним утицајем, као што су поља пиринча и таложници отпадих вода. Редак је на отвореним морским обалама, али се повремено може наћи унутар естуара и лагуна.

## Биологија
Ова врста птице се храни мекушцима, чланковитим црвима, рачићима, терестричним и акватичним инсектима и њиховим ларвама, неретко једе и мање рибе. Гнездо је плитко удубљење на обали, а може се наћи и на острвцима мочвара, лагуна и језера која су обрасла воденом вегетацијом.
Главна станица за птице из Русије је Црно море, на чијим обалама прикупљају енергију за наставак сеобе. Популације из централне и источне Азије се селе преко Монголије и централне Кине, све до Индонезије и Малезије где зимују. Са јесењом сеобом почиње првом половином јула и сели се до почетка септембра. На зимовалиштима у западној Африци и долини Нила се задржава од септембра до средине априла. Пролећна сеоба почиње од друге половине марта и цео април. Већ почетком априла и маја ова птица је у централној Азији где се припрема за наставак сеобе. Гнездеће територије заузима од средине априла до средине маја. Неке јединке гнездећу сезону проведу на влажним стаништима широм Африке и Азије, али се тамо не гнезде. Сели се појединачно или у малим групама (око 20 јединки). Јата преко 300 примерака су веома ретка. Гнезди се полуколонијално, а парови могу бити међусобно удаљени мање од 10 метара. Активан је и дању и ноћу. Европска популација броји од 12 100 до 30 300 гнездећих парова. Популација је у опадању.

## Угроженост
Танкокљуни спрудник је нестао као гнездарица из Белорусије и Молдавије због интензивне пољопривреде и преоравања степа, али и због сакупљања јаја од стране колекционара. Популације око Бајкалског језера су угрожене због великог загађења полицикличним ароматичним угљоводоницима који су пронађени у љуски јаја ове птице. Обала Жутог мора у Кини и Јужној Кореји је доста загађена, речне обале и делте су ограничене насипима, а уклањање фауне бентоса и речног наноса у доњем току река Хоангхо и Јангцекјанг је неодрживо и неконтролисано. Влажна станишта у Гани, на којима се ова птица храни током зимског периода, су угрожена ширењем пољопривредног земљишта и мелиорацијом. Склон је обољевању од птичјег ботулизма, зато што се храни на таложницима фарми, услед недостатка природних станишта.

## Танкокљуни спрудник у Србији
Крајем 19. и у првој половини 20. века је био врло редак. Након 1950. је постао редовна, али малобројна пролазница широм Србије. На гнежђењу је потврђен само једном и то на Сланом Копову 1961. године. Врло ретко су посматрана јата од неколико десетина птица. У највећем броју је бележен на слатинама, шећеранским барама и сланим језерима у Војводини.

## Галерија
- Зимовалиште у Сингапуру
- Танкокљуни спрудник се храни на Тајвану
- Током зимовања
- На почетку гнездеће сезоне у одговарајућем станишту.
- Јато у лету
- Јаје из музејске збирке у Висбадену